# 邁克爾·斯賓德勒
邁克爾·斯賓德勒（德語：Michael Spindler，1942年12月22日—2016年9月5日）是一名德國企業家，曾於1993年至1996年間擔任蘋果公司總裁兼執行長。斯賓德勒出生於柏林。

## 早年生活和教育
斯賓德勒出生於柏林，1964年畢業於科隆應用技術大學工程系。他曾在迪吉多和英特爾工作，之後轉投蘋果公司。

## 職業生涯
斯賓德勒於1980年加入蘋果公司，當時邁克·馬庫拉將他帶到蘋果的歐洲辦事處協助工作；他在蘋果的歐洲營運部門晉升為蘋果歐洲公司總裁，之後再升為蘋果國際公司總裁。斯賓德勒在商業策略方面建立了偉大策略家的聲譽。他最成功的策略之一，就是讓蘋果的全球銷售額飆升，包括賦予蘋果各區域更大的行銷策略自主權。1990年1月，當時的蘋果公司執行長約翰·史考利任命斯賓德勒為蘋果公司營運長。由於他強烈的工作態度，他被暱稱為「The Diesel」。
1993年10月15日，當約翰·史考利被蘋果公司董事會驅逐時，斯賓德勒被選為蘋果公司的執行長。他主持了幾個成功的專案，例如PowerPC的推出，以及一些重大的失敗，包括Apple Newton和Copland作業系統。斯賓德勒避開聚光燈，寧願不事張揚地從事營運管理和策略工作。斯賓德勒成為執行長後，有四個月沒有公開露面。他擔任執行長的第一個舉動，就包括大規模的成本削減措施，例如裁員、終止成本高昂的專案、縮減研發項目、凍結高階主管的薪資。在他任職期間，蘋果董事會授權與IBM、昇陽電腦及皇家飛利浦商討合併事宜，但這些商討都沒有結果，於1996年2月2日由吉爾·阿梅利奧取代他的職位。

## 個人生活
1985年至2016年，斯賓德勒與妻子瑪麗絲（Maryse）和三個孩子凱倫（Karen）、勞麗（Laurie）和約翰（John）住在法國巴黎和美國加利福尼亞州舊金山之間。
斯賓德勒於2016年9月5日因病逝世，享年73歲。他的多年好友兼業務夥伴讓-路易·加西表示：「邁克是一位具有獨創性、高度涵養的思想家，對我們的行業具有高層次的地緣政治觀點。」

## 外部連結
- Michael Spindler: The Peter Principle at Apple by Tom Hormby, April 6, 2006

| 前任： 約翰·史考利 | 蘋果公司執行長 1993年—1996年 | 繼任： 吉爾·阿梅利奧 |